# Pass Diesrut
Pass Diesrut är ett bergspass i Schweiz.   Det ligger i regionen Surselva och kantonen Graubünden, i den sydöstra delen av landet, 130 km öster om huvudstaden Bern. Pass Diesrut ligger 2 445 meter över havet.